# Acipenser oxyrinchus
Espèce
Statut de conservation UICN

NT : Quasi menacé
Statut CITES
Acipenser oxyrinchus (en grec « riverain au nez pointu »), communément appelé Esturgeon noir d'Amérique (également Esturgeon atlantique, Esturgeon de mer, Esturgeon escargot ou Esturgeon guindé) est un esturgeon de la côte est nord-Américaine. Sa distribution va du golfe du Saint-Laurent (où la plus grande population existe) jusqu'à la Floride. Une population disjointe (presque disparue) existe aussi dans la mer Baltique en Europe. D'une taille record de plus de 4 mètres, c'est le plus grand poisson à fréquenter les eaux douces du Québec.
Une étude génétique a montré qu'au Moyen Âge, c'est cette espèce qui peuplait la mer du Nord, la mer Baltique et leurs fleuves tributaires, et non l'esturgeon d'Europe Acipenser sturio comme on l'a cru auparavant. En Europe du Nord cette espèce a constitué une source alimentaire non négligeable autrefois, mais elle a aujourd'hui disparu à l'exception d'une modeste population relique en mer Baltique.

## Description
L'esturgeon noir est méconnu ; ce n'est que récemment qu'on a découvert des frayères dans l'estuaire du Saint-Laurent. À l'aide d'émetteurs on a pu également retrouver ses aires d'alimentation. Discret, l'esturgeon noir est un poisson anadrome. La reproduction aurait lieu tous les 4 à 10 ans pour les femelles et 2 à 4 ans pour les mâles. Lors de sa remontée des cours d'eau il cesse toute alimentation, ce qui explique le mystère de la localisation de ses frayères (aucune capture d'esturgeon à la ligne durant la période de fécondation). Étant un poisson de fond, il passe souvent inaperçu hormis lors de ses sauts spectaculaires hors de l'eau. Ce serait pour se débarrasser de parasites (dont la lamproie marine) qu'il effectuerait ces sauts.
L'esturgeon se nourrit au fond, qu'il scrute à l'aide de ses quatre barbillons. Il se nourrit principalement de crustacés, d'insectes et de mollusques.
L'esturgeon noir est pêché commercialement dans l'estuaire du Saint-Laurent principalement dans la zone comprise entre Montmagny et Saint-Jean-Port-Joli. La température de l'eau est le principal élément limitatif des pêches. Lorsqu'elle devient trop chaude en été les esturgeons meurent dans le filet et la qualité du produit en souffre. C'est pourquoi au milieu de l'été il y a une saison morte (les quotas étant très restrictifs, et facilement atteints, une attention particulière est portée à la qualité).